# Wasilij Koszeczkin
Wasilij Władimirowicz Koszeczkin, ros. Василий Владимирович Кошечкин (ur. 27 marca 1983 w Togliatti) – rosyjski hokeista, reprezentant Rosji, olimpijczyk.

## Kariera
- Olimpija Kirowo-Czepieck (2002)
- Nieftianik Almietjewsk (2003)
- Łada Togliatti (2003-2007)
- Ak Bars Kazań (2007-2008)
- Łada Togliatti (2008-2009)
- Mietałłurg Magnitogorsk (2009-2010)
- Siewierstal Czerepowiec (2010-2013)
- Mietałłurg Magnitogorsk (2013-2023)

Wychowanek Łady Togliatti. Od 2010 ponownie zawodnik Siewierstali Czerepowiec. W maju 2011 przedłużył kontrakt z klubem o 2 lata. Od 1 maja 2013 zawodnik Mietałłurga Magnitogorsk związany umową na cztery lata. W kwietniu 2017 przedłużył kontrakt z klubem o dwa lata. Po zakończeniu sezonu KHL (2022/2023) w dniu 27 marca 2023, tj. dokładnie w swoje 40 urodziny ogłoszono zakończenie przez niego kariery zawodniczej.
W barwach Rosji uczestniczył w turniejach mistrzostw świata w 2007, 2009, 2010, 2011, 2013, 2018. W ramach ekipy olimpijskich sportowców z Rosji brał udział w turnieju zimowych igrzysk olimpijskich 2018.

## Sukcesy

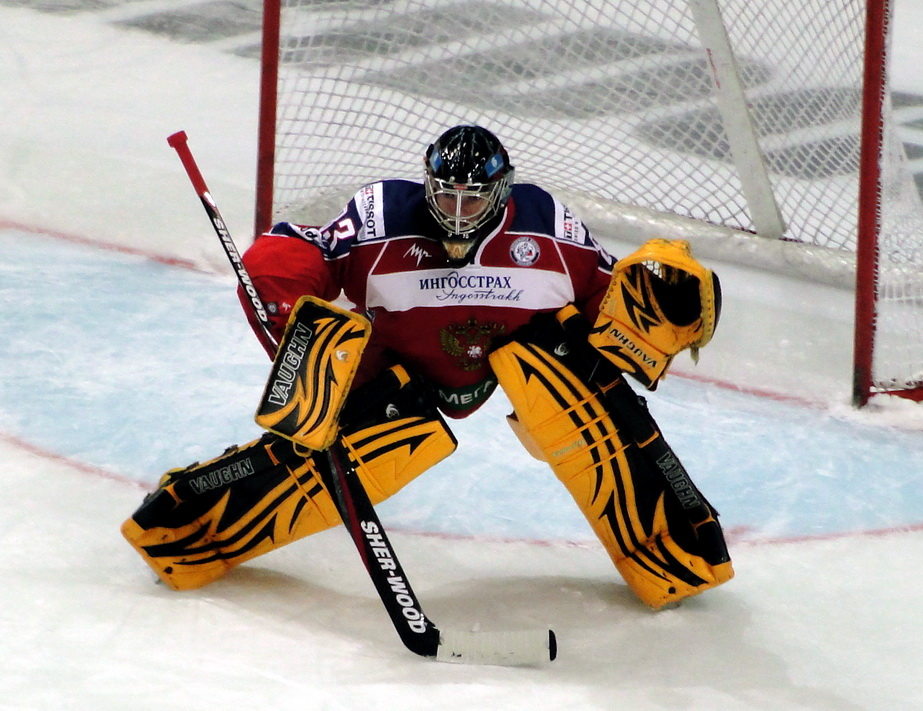
Wasilij Koszeczkin w barwach Rosji (2010)

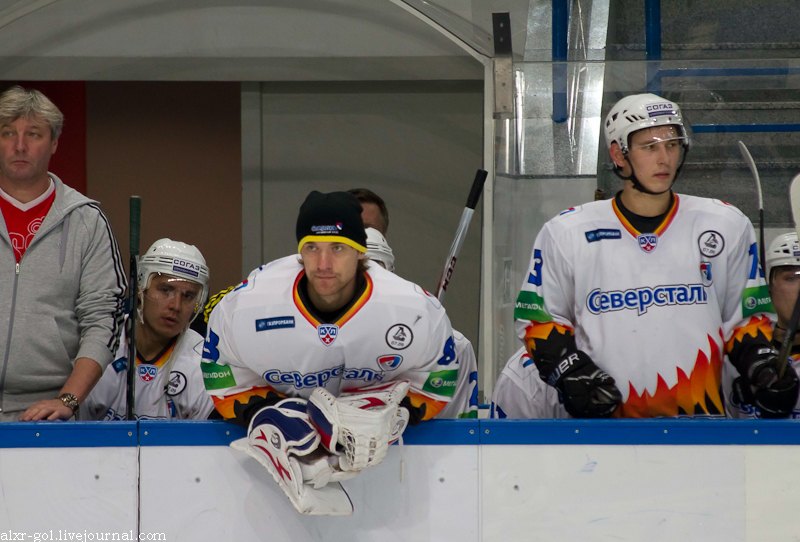
Wasilij Koszeczkin (w środku) wśród zawodników Siewierstali (2011)

Reprezentacyjne
- Brązowy medal mistrzostw świata: 2007
- Złoty medal mistrzostw świata: 2009
- Srebrny medal mistrzostw świata: 2010
- Złoty medal zimowych igrzysk olimpijskich: 2018

Klubowe
- Brązowy medal mistrzostw Rosji: 2003, 2004 z Ładą Togliatti
- Puchar Kontynentalny: 2006 z Ładą Togliatti
- Puchar Gagarina – mistrzostwo KHL: 2014, 2016 z Mietałłurgiem Magnitogorsk
- Złoty medal mistrzostw Rosji: 2014, 2016 z Mietałłurgiem Magnitogorsk
- Finał o Puchar Gagarina: 2017 z Mietałłurgiem Magnitogorsk
- Srebrny medal mistrzostw Rosji: 2017 z Mietałłurgiem Magnitogorsk

Indywidualne
- KHL (2008/2009):
  - Trzecie miejsce w klasyfikacji skuteczności interwencji w sezonie zasadniczym: 93,4
  - Trzecie miejsce w klasyfikacji średniej goli straconych na mecz w sezonie zasadniczym: 1,65
  - Trzecie miejsce w klasyfikacji meczów bez straty gola w sezonie zasadniczym: 8
  - Drugie miejsce w klasyfikacji skuteczności interwencji w fazie play-off: 93,5
- KHL (2009/2010):
  - Czwarte miejsce w klasyfikacji skuteczności interwencji w sezonie zasadniczym: 92,7%
  - Czwarte miejsce w klasyfikacji średniej goli straconych na mecz w sezonie zasadniczym: 1,96
  - Pierwsze miejsce w klasyfikacji meczów bez straty gola w sezonie zasadniczym: 8
  - Piąte miejsce w klasyfikacji meczów bez straty gola w fazie play-off: 1
- KHL (2010/2011):
  - Drugie miejsce w klasyfikacji skuteczności interwencji w fazie play-off: 94,6%
- KHL (2011/2012):
  - Pierwsze miejsce w klasyfikacji meczów bez straty gola w sezonie zasadniczym: 6
  - Drugie miejsce w klasyfikacji skuteczności interwencji w fazie play-off: 95,8%
  - Pierwsze miejsce w klasyfikacji średniej goli straconych na mecz w fazie play-off: 1,32
  - Czwarte miejsce w klasyfikacji meczów bez straty gola w fazie play-off: 1
- KHL (2012/2013):
  - Mecz Gwiazd KHL[6]
  - Najlepszy bramkarz miesiąca – styczeń, luty 2013
  - Najlepszy zawodnik miesiąca – styczeń 2013[7]
  - Pierwsze miejsce w klasyfikacji meczów bez straty gola w sezonie zasadniczym: 8
- Kajotbet Hockey Games 2013:
  - Najlepszy bramkarz turnieju
- KHL (2013/2014):
  - Trzecie miejsce w klasyfikacji skuteczności interwencji w sezonie zasadniczym: 94,0%
  - Pierwsze miejsce w klasyfikacji meczów bez straty gola w sezonie zasadniczym: 9
  - Cztery miejsce w klasyfikacji meczów bez straty gola w fazie play-off: 2
  - Najlepszy bramkarz – półfinały konferencji, finał o Puchar Gagarina
  - Najlepszy bramkarz miesiąca – kwiecień 2014
  - Najlepszy Bramkarz Sezonu[8]
- KHL (2014/2015):
  - Trzecie miejsce w klasyfikacji skuteczności interwencji w sezonie zasadniczym: 93,4%
- KHL (2015/2016):
  - Najlepszy bramkarz – finał rozgrywek[9]
  - Drugie miejsce w klasyfikacji skuteczności interwencji w fazie play-off: 94,8%
  - Trzecie miejsce w klasyfikacji średniej goli straconych na mecz w fazie play-off: 1,57
  - Trzecie miejsce w klasyfikacji meczów bez straty gola w fazie play-off: 2
- KHL (2016/2017):
  - Najlepszy bramkarz miesiąca – marzec 2017[10]
  - Najlepszy bramkarz – finał o Puchar Gagarina[11]
  - Drugie miejsce w klasyfikacji skuteczności interwencji w fazie play-off: 94,0%
  - Drugie miejsce w klasyfikacji meczów bez straty gola w fazie play-off: 2
  - Mistrz Play-off – Najbardziej Wartościowy Gracz (MVP) fazy play-off[12]
  - Najlepszy Bramkarz Sezonu[13][14]
- KHL (2017/2018):
  - Najlepszy bramkarz miesiąca – listopad 2017[15]
- Hokej na lodzie na Zimowych Igrzyskach Olimpijskich 2018 – turniej mężczyzn[16]:
  - Drugie miejsce w klasyfikacji skuteczności interwencji w turnieju: 93,65%
  - Drugie miejsce w klasyfikacji średniej goli straconych na mecz w turnieju: 1,38
  - Pierwsze miejsce w klasyfikacji meczów bez straty gola w turnieju: 2
  - Skład gwiazd turnieju[17]
- Mistrzostwa Świata w Hokeju na Lodzie 2018/Elita:
  - Jeden z trzech najlepszych zawodników reprezentacji w turnieju[18]
- KHL (2021/2022):
  - Najlepszy bramkarz etapu – finał o Puchar Gagarina[19]
  - Trzecie miejsce w klasyfikacji skuteczności interwencji w fazie play-off: 93,1%
  - Pierwsze miejsce w klasyfikacji meczów bez straty gola w fazie play-off: 3
- KHL (2022/2023):
  - Nagroda za Wierność Hokejowi

Wyróżnienie
- Zasłużony Mistrz Sportu Rosji w hokeju na lodzie: 2010

Odznaczenie
- Order Przyjaźni (27 lutego 2018)[20]